# Pichichi (futebolista)
Rafael Moreno Aranzadi ou Pichichi (Irun, 23 de maio de 1892 - 1 de março de 1922) foi um futebolista profissional espanhol, medalhista olímpico.
Pichichi (que significa pequeno pato), representou seu país nos Jogos Olímpicos de Verão de 1920, na Antuérpia, ganhando a medalha de prata.

## Premiação como Legado
O troféu Pichichi é um prêmio entregue ao final de cada temporada da La Liga pelo jornal espanhol Marca ao artilheiro do campeonato.
O nome do troféu é uma homenagem ao ex-jogador do Athletic Bilbao. Entre os muitos que já receberam o prêmio estão os brasileiros Romário e Ronaldo, Diego Forlán, Daniel Güiza, Ruud van Nistelrooy, Samuel Eto'o e, recentemente, Lionel Messi e Cristiano Ronaldo.